# Gottenhouse
Gottenhouse – miejscowość i gmina we Francji, w regionie Grand Est, w departamencie Dolny Ren.
Według danych na rok 1990 gminę zamieszkiwały 313 osoby, 250 os./km².